# Таджіддін Массунде
Таджіддін бен Саїд Массунде (араб. محمد تقي عبد الكريم; 1933 — 29 лютого 2004) — коморський політик, шостий президент і одинадцятий голова уряду Коморських Островів.

## Політична кар'єра
За часів президентства Алі Суаліха займав пост міністра фінансів. Від 1988 до 1990 року очолював Генеральне казначейство Коморських Островів. За часів президентства Саїда Джохара знову очолював міністерство фінансів.
Після смерті Могаммеда Такі Абдулкаріма став тимчасовим президентом країни. Був усунутий від влади в квітні 1999 року в результаті державного перевороту на чолі з полковником Азалі Ассумані.